# Labroides phthirophagus
Labroides phthirophagus là một loài cá biển thuộc chi Labroides trong họ Cá bàng chài. Loài cá này được mô tả lần đầu tiên vào năm 1958.

## Từ nguyên
Từ định danh của loài cá này, phthirophagus, trong tiếng Latinh có nghĩa là "ăn chấy, rận", ám chỉ hành vi ăn ký sinh bám trên cơ thể của các loài cá khác ở chúng.

## Phạm vi phân bố và môi trường sống
L. phthirophagus có phạm vi phân bố giới hạn ở Bắc Thái Bình Dương. Đây là một loài đặc hữu của quần đảo Hawaii và đảo Johnston. L. phthirophagus sống gần các rạn san hô và những mỏm đá ngầm ở độ sâu đến 90 m.

## Mô tả

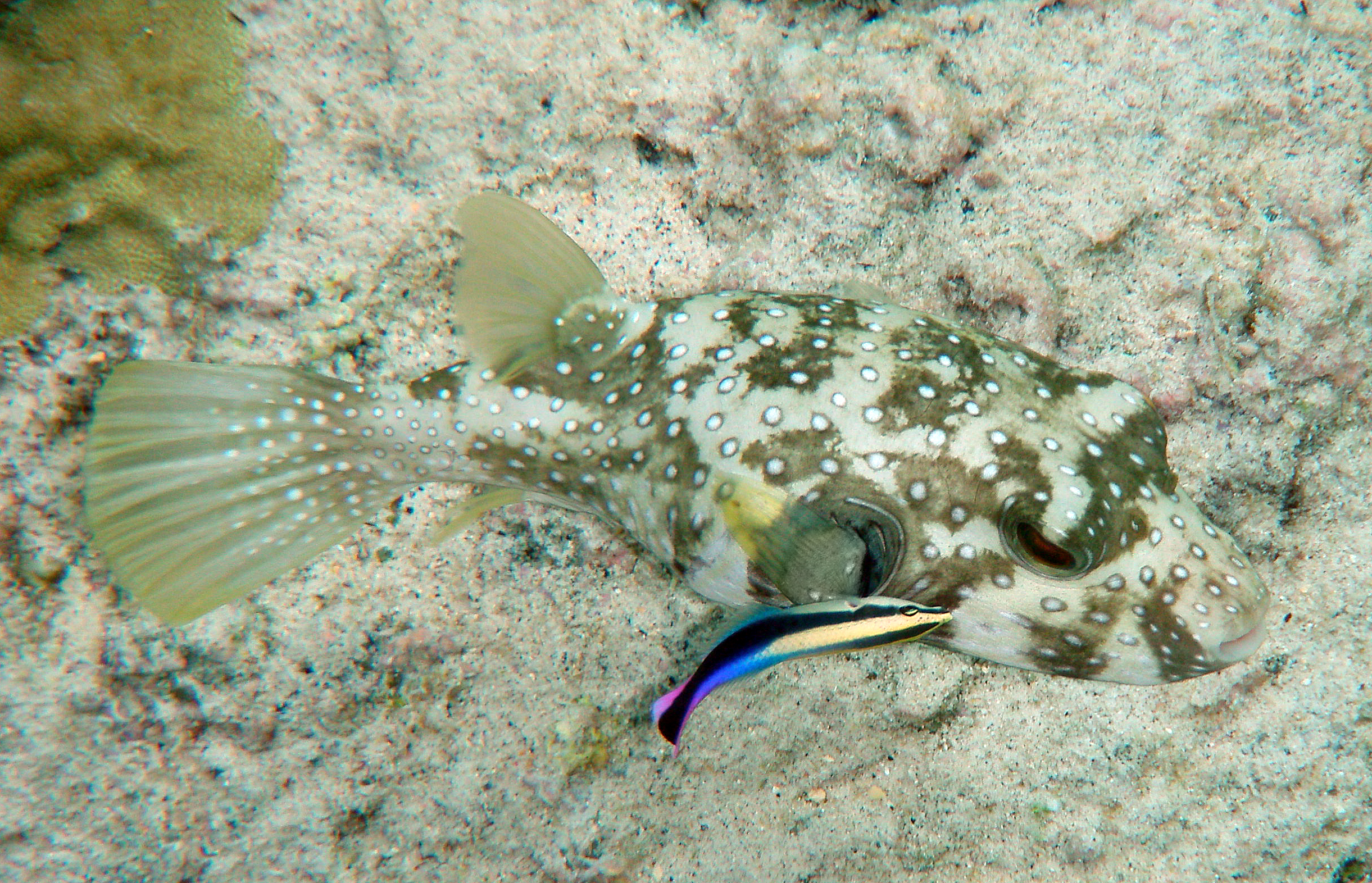
L. phthirophagus đang làm vệ sinh cho Arothron hispidus

Chiều dài cơ thể tối đa được ghi nhận ở L. phthirophagus là 12 cm. L. phthirophagus có thân mảnh, thuôn dài với phần mõm nhọn. Đuôi hơi bo tròn. Cá trưởng thành có một dải sọc màu đen từ mõm băng qua mắt, dọc theo hai bên thân. Phần thân trước có màu vàng tươi, chuyển sang màu xanh lam thẫm ở thân sau. Vây lưng và vây hậu môn có màu xanh lam sáng. Góc đuôi trên và dưới có màu hồng tím. Cá con của L. phthirophagus rất giống với Labroides dimidiatus, với cơ thể màu đen (xám nhạt ở bụng) và một dải sọc màu xanh lam dọc lưng.

### Đổi màu
Cũng như L. dimidiatus, cá con của L. phthirophagus có thể chuyển sang màu sắc của cá trưởng thành khi chúng sống một mình, và nhanh chóng quay về màu sắc ban đầu khi bị những con cá cái trưởng thành của đồng loại tấn công. Ở L. phthirophagus, cá cái thường hay tấn công những con nhỏ hơn khi chúng hiển thị màu sắc của cá trưởng thành, vì vậy, mẫu màu sắc của cá con có thể giúp chúng tránh khỏi sự gây hấn của đồng loại. Một số loài trong họ Cá bàng chài cũng có khả năng đổi màu qua lại (như Thalassoma duperrey và Coris gaimard), nhưng chúng không thể đổi màu một cách nhanh chóng như những thành viên Labroides.

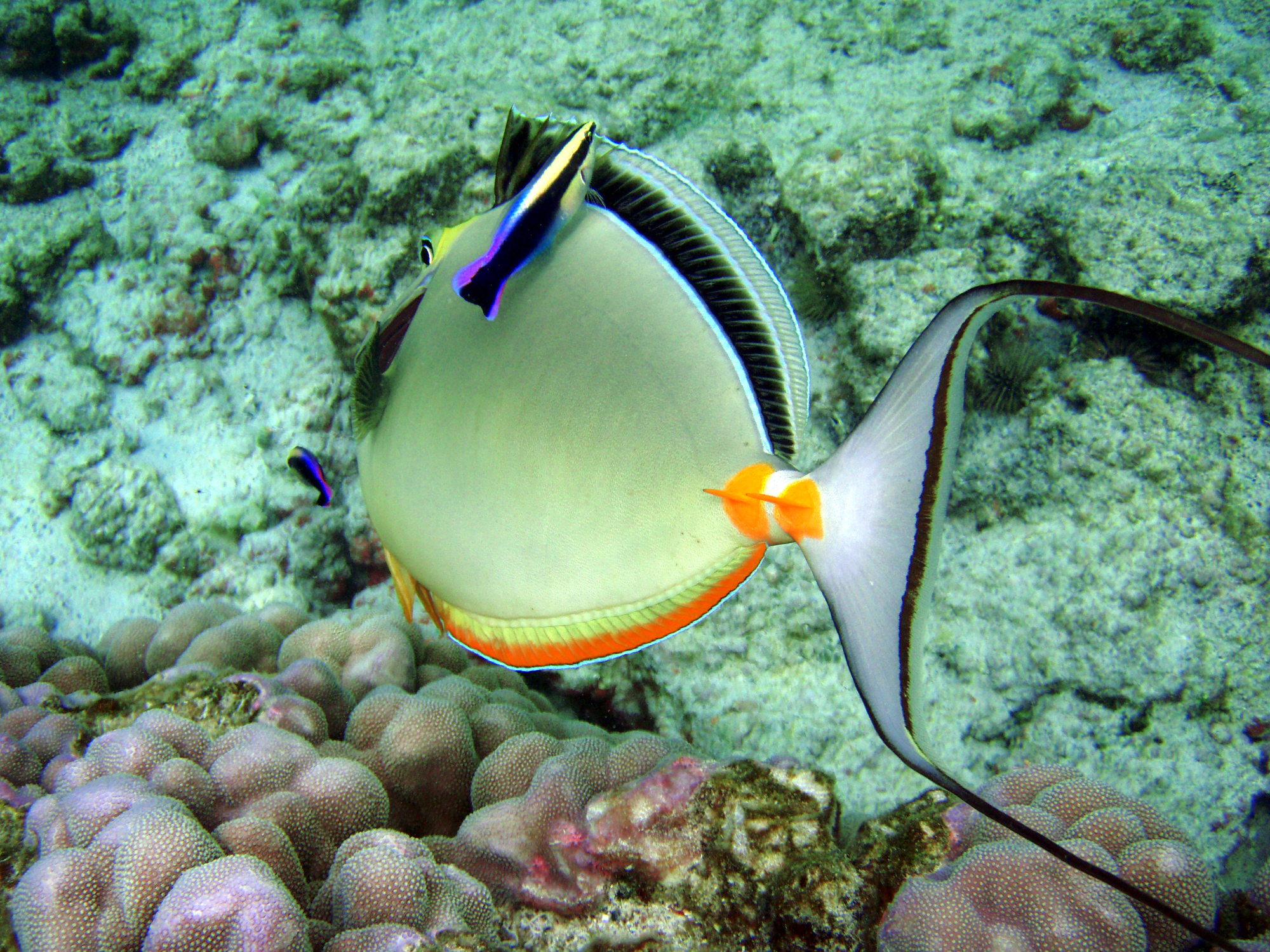
Naso lituratus đang được L. dimidiatus dọn vệ sinh

Nhiều loài cá rạn san hô như Dascyllus albisella và Zebrasoma flavescens lại thích được L. phthirophagus trưởng thành dọn vệ sinh cho. Vì thế, cá con L. phthirophagus sẽ chuyển sang màu sắc của cá trưởng thành để tiếp cận những loài cá "khách hàng", cũng là để tìm thức ăn. Điều này cũng đồng nghĩa với việc, chuyển đổi màu sắc cơ thể xảy ra ở những cá thể đang đói.

## Sinh thái
Tất cả những loài trong chi Labroides đều có chung một tập tính, đó là ăn những loài giáp xác ký sinh và dịch nhầy của các loài cá khác. Vì vậy, chúng được xem là những loài cá dọn vệ sinh. L. phthirophagus hoạt động chủ yếu vào ban ngày; vào ban đêm, chúng có thể tạo ra một lớp kén bọc lấy cơ thể từ dịch nhầy để bảo vệ bản thân trước những kẻ săn mồi.

## Thương mại
L. phthirophagus được thu thập nhằm mục đích buôn bán cá cảnh.

### Trích dẫn
- Jeffrey L. Mahon (1998). The advantage of juvenile coloration in reef fishes (PDF) (Luận văn). Đại học Hawaii.